# Nicholas Reed
Nicholas „Nick“ Reed (* 18. Juni 1963 in Gibraltar) ist ein britischer Künstleragent, Medienunternehmer und Filmproduzent, der auf der Oscarverleihung 2014 zusammen mit Malcolm Clarke für die Produktion von The Lady in Number 6 mit einem Oscar in der Kategorie Bester Dokumentar-Kurzfilm ausgezeichnet wurde.
Reed studierte Luftfahrt am Britannia Royal Naval College in Dartmouth und arbeitete zunächst als Pilot bei der Royal Navy. 1992 zog er in die USA und wurde als Schauspieler für die Filme Hook und Bram Stoker’s Dracula gecastet. Er begann für die Künstleragentur International Creative Management zu arbeiten und stieg dort zum Leiter der Filmabteilung auf. Eine Reihe bekannter Schauspieler, Drehbuchautoren und Regisseure wurden von ihm vertreten. Unter anderem war er an Elizabeth, Bridget Jones, der Austin-Powers-Filmreihe, Moulin Rouge, den Bourne-Filmen, Monster’s Ball, der Underworld-Trilogie und Prince of Persia: Der Sand der Zeit beteiligt.
Reed ist Partner und Gründer mehrerer Firmen im Filmbereich, darunter Reed Entertainment und sharability. Er trat auch als Berater der britischen und finnischen Regierung in Filmfragen auf und doziert als Gastdozent an der UCLA. Reed lebt und arbeitet in Venice, Kalifornien.

## Filmografie (Auswahl)
- 2009: El Vacilon (Fernsehserie)
- 2011: Cosmic Journey (Dokumentar-Kurzfilm)
- 2013: Thrill to kill
- 2013: The Lady in Number 6 (The Lady in Number 6: Music Saved My Life, Dokumentar-Kurzfilm)
- 2013: The Devil's in the Details
- 2013: Second Sight (Fernsehfilm)
- 2014: Presque Vu (Kurzfilm)
- 2014: Soldiers' Stories (Dokumentar-Kurzfilm)
- 2014: Beyond Justice
- 2014: Lethal Punisher: Kill or be killed
- 2015: Broken Places (Kurzfilm)
- 2015: Heart of a Tiger (Kurzfilm)
- 2015: Badge of Honor
- 2015: Legend